# توم نيفيل (لاعب كرة قدم أمريكية أمريكي)
توم نيفيل (بالإنجليزية: Tom Neville)‏ هو لاعب كرة قدم أمريكية أمريكي، ولد في 4 سبتمبر 1961، وتوفي في 9 مايو 1998 في فريسنو في الولايات المتحدة.

## وصلات خارجية
- توم نيفيل على موقع مرجع كرة القدم المحترفة.كوم (الإنجليزية)